# Kul (groupe)
Pour les articles homonymes, voir KUL.
Kul, généralement capitalisé KUL, est un groupe islandais de rock. 

## Histoire
Le groupe est formé en 2018,. Il se compose des membres déjà actifs dans la scène musicale islandaise : Hreiðar Örn Kristjánsson (aussi connu des groupes Botnleðja, The Viking Giant Show et Pollapönk), Helgi Rúnar (Benny Crespo's Gang, Elínu Helenu et Horrible Youth), Hálfdán (Himbrima, Sign and Legend) et Skúli (The Roulette and Different Turns),. L'année de sa formation, le groupe annonce travailler sur un premier album aux côtés du producteur musical Arnar Guðjónsson (Leaves, Warmland). En attendant, en 2019, ils sortent le single Drop Your Head, suivi par Hot Times et Why?. En 2023, ils sortent le single Operator.

## Discographie

### Singles
- 2019 : Drop Your Head
- 2019 : Hot Times
- 2019 : Why?
- 2020 : Party at the White House
- 2021 : Into the Grey
- 2023 : Operator